# 马岙街道
马岙街道是中华人民共和国浙江省舟山市定海区下辖的一个街道办事处。位于舟山本岛的西北部。总面积24平方公里，总人口约1万人。境内有马岙博物馆，是浙江全省唯一的乡镇级博物馆。
2013年8月28日，浙江省人民政府批复同意撤销马岙镇建制，其行政区域改由定海区政府直辖。
2013年8月29日，舟山市人民政府批复同意撤销马岙镇，设立马岙街道办事处。马岙街道陆域面积24.94平方公里，辖6个村委会，户籍人口10221人。街道办事处驻马岙村白马街16号。

## 行政区划
马岙街道辖有6个行政村，以及6个渔农村新型社区：
- 行政村：三江村、马岙村、五一村、团结村、三星村、北海村；
- 渔农村新型社区：三江社区、马岙社区、五一社区、团结社区、三星社区、北海社区。